# Marc Kühne
Marc Kühne (Halle, 6 settembre 1976) è un bobbista tedesco.

## Biografia
Viene ricordato come vincitore di una medaglia d'argento  nella sua disciplina, vittoria avvenuta ai campionati mondiali del 2009 (edizione tenutasi a Lake Placid, Stati Uniti d'America) insieme al connazionale Thomas Florschütz
Nell'edizione l'oro andò alla nazionale svizzera, il bronzo a quella statunitense. Vinse anche una medaglia d'oro nel bob a squadre nel 2007.